# Larry Gage
Laurence Albert Gage (10 tháng 9 năm 1922 – tháng 5 năm 1996) là một cầu thủ bóng đá người Anh. Ông thi đấu chuyên nghiệp cho Aldershot, Leyton Orient, Fulham và Gillingham từ năm 1945 đến năm 1951, và tổng cộng có 81 lần ra sân ở Football League.